# Eric Brevig
Eric Brevig (* 1957) ist ein US-amerikanischer Regisseur und Spezialeffektkünstler.

## Leben
Brevig studierte an der University of California in Los Angeles und schloss sein Studium 1982 mit dem Master of Fine Arts ab. Im selben Jahr wurde in Tim Burtons Kurzfilm Vincent sein Name in Form einer Danksagung erstmals in einem Filmabspann genannt. Im Jahr darauf wirkte er als Spezialeffektkünstler am Science-Fiction-Film D.A.R.Y.L. – Der Außergewöhnliche mit. 1986 leitete er die Spezialeffekte bei dem in 3D produzierten Kurzfilm Captain EO von Francis Ford Coppola und George Lucas. Der Film mit Michael Jackson in der Hauptrolle wurde ausschließlich in den Vergnügungsparks der The Walt Disney Company aufgeführt. 1990 leitete er die Spezialeffekte bei Paul Verhoevens Die totale Erinnerung – Total Recall, wofür er mit dem Special Achievement Award ausgezeichnet wurde. Im darauf folgenden Jahr war er für Steven Spielbergs Hook für den Oscar nominiert.
Mitte der 1990er Jahre begann er als Second-unit-Regisseur zu arbeiten und drehte unter anderem für die Hollywood-Blockbuster Men in Black, Wild Wild West und Pearl Harbor zusätzliche Szenen. Seine erste Regiearbeit war eine Episode der Fernsehserie Xena – Die Kriegerprinzessin 1995. 2008 wurde er erstmals als Filmregisseur engagiert. Bei seinen vollständig in 3D produzierten Filmen Die Reise zum Mittelpunkt der Erde und Yogi Bär konnte er auf seine bis 1986 zurückgehende Erfahrung mit dieser Produktionsart zurückgreifen.

## Filmografie (Auswahl)

### Spezialeffekte
- 1985: D.A.R.Y.L. – Der Außergewöhnliche (D.A.R.Y.L.)
- 1986: Captain EO
- 1987: The Lost Boys
- 1988: Das siebte Zeichen (The Seventh Sign)
- 1988: Zebo, der Dritte aus der Sternenmitte (Earth Girls Are Easy)
- 1989: Abyss – Abgrund des Todes (The Abyss)
- 1990: Die totale Erinnerung – Total Recall (Total Recall), mit B. J. Rack und Industrial Light & Magic
- 1991: Hook
- 1994: Enthüllung (Disclosure)
- 1997: Men in Black
- 1998: Spiel auf Zeit (Snake Eyes)
- 1999: Wild Wild West
- 2001: Pearl Harbor
- 2002: Signs – Zeichen (Signs)
- 2003: Die Stunde des Jägers (The Hunted)
- 2004: The Day After Tomorrow
- 2004: The Village – Das Dorf (The Village)
- 2005: Die Insel (The Island)

### Regie
- 1995: Xena – Die Kriegerprinzessin (Xena: Warrior Princess)
- 2008: Die Reise zum Mittelpunkt der Erde (Journey to the Center of the Earth)
- 2010: Yogi Bär (Yogi Bear)

### Second Unit Regie
- 1995: Der Indianer im Küchenschrank (The Indian in the Cupboard)
- 1997: Men in Black
- 1999: Wild Wild West
- 2001: Pearl Harbor
- 2005: Die Insel (The Island)

## Nominierung und Auszeichnungen
- 1990: Saturn-Award-Nominierung für Die Geister, die ich rief...
- 1991: Special Achievement Award zusammen mit Alex Funke, Rob Bottin und Tim McGovern für Die totale Erinnerung – Total Recall
- 1991: Saturn-Award-Nominierung für Total Recall – Die totale Erinnerung
- 1992: Oscar-Nominierung für Hook
- 1996: Saturn-Award-Nominierung für Der Indianer im Küchenschrank
- 1998: BAFTA-Nominierung für Men in Black
- 1998: Saturn-Award-Nominierung für Men in Black
- 2002: Golden-Satellite-Awards-Nominierung für Pearl Harbor
- 2002: Oscar-Nominierung für Pearl Harbor